# William Kirby Cullen
William Kirby Cullen, född 9 mars 1952 i Santa Ana, Kalifornien, är en amerikansk skådespelare. Han är mest känd i rollen som Josh Macahan i TV-serien Familjen Macahan.
Cullen filmdebuterade 1970 i John Waters undergoundfilm Multiple Maniacs. Han hade svårt att få någon fart på karriären efter Macahans, senast han sågs i tv-rutan var 1985. Han spelade då en medicinstudent som var amfetaminberoende i "Highway to Heaven", säsong 2 avsnitt 12. En serie som skapats av Michael Landon, känd för rollerna som Lille Joe i "Bröderna Cartwright" och Charles Ingalls i "Lilla huset på prärien".